# 砂漠の少女たち -Seeds of Summer-
『砂漠の少女たち -Seeds of Summer-』（ 英： Seeds of Summer ）は、2007年に製作されたイスラエルのドキュメンタリー映画。ヘン・ラスカー監督デビュー作。
2009年に開催された、(第2回)アジアンクィア映画祭（9月19日・23日）にて日本で初上映された。

## 概要
イスラエル国防軍の厳しい訓練を受ける、若い女性たちの姿を追ったドキュメンタリー。